# バリラックス
バリラックス(Varilux)とは、遠近両用累進多焦点メガネ、とそのレンズブランド。
1959年にフランスのエシロールが発表、発売した。
HOYA株式会社がエシロール社と技術提携、1967年に日本国内で発表、発売された。